# Panakeja
Panakeja (także Panaceja; gr. Πανάκεια Panákeia, łac. Panacea ‘Wszechlecząca’, ‘Wszech-lek’, ‘lek uniwersalny’) – w mitologii greckiej bogini i uosobienie uzdrawiania za pomocą ziół (ziołolecznictwo) i panaceum (środka uniwersalnego przeciw wszystkim chorobom), mocy leczenia wszystkich chorób, lecznictwa.
Uchodziła za córkę boga Asklepiosa (Eskulapa) i Lampetii (lub Epione). Była siostrą Higiei, Iaso, Ajgle, Akeso, Podalejriosa i Machaona, przypuszczalnie także Telesforosa (Akesisa). Należała do orszaku Asklepiosa.
Od Panakei pochodzi nazwa uniwersalnego środka leczniczego – panaceum. Imieniem bogini została nazwana jedna z planetoid – (2878) Panacea.